# Hefty!Records
Hefty!Records est un label indépendant basé à Chicago dans l'Illinois. Fondé en 1995 par John Hughes III (alias Slicker), le label s'est établi comme une structure innovante pour la musique electro. Les sorties du label s'étendent dans des genres aussi variés que la musique électronique, le post-rock, l'IDM, le downtempo, le nu jazz, ou encore le hip-hop.